# Кевін Альварес (футболіст, 1999)
Кевін Наїн Альварес Кампос (ісп. Kevin Nahin Álvarez Campos, нар. 15 січня 1999, Коліма) — мексиканський футболіст, правий захисник клубу «Пачука» і національної збірної Мексики.

## Клубна кар'єра
Народився 15 січня 1999 року в місті Коліма. Вихованець футбольної школи клубу «Пачука». Дорослу футбольну кар'єру розпочав 2018 року в основній команді того ж клубу. Починаючи із сезону 2020/21 став гравцем основного складу «Пачуки». 

## Виступи за збірні
Протягом 2018–2021 років залучався до складу молодіжної збірної Мексики. На молодіжному рівні зіграв у 13 офіційних матчах, забив 1 гол.
2021 року дебютував в офіційних матчах у складі національної збірної Мексики.
У складі збірної був учасником розіграшу Золотого кубка КОНКАКАФ 2021 року у США, де разом з командою здобув «срібло». Наступного року був включений до заявки національної команди на чемпіонат світу 2022 в Катарі.
| Дата       | Місто       | Господарі | Результат | Гості     | Турнір                                   | Голи | Примітки |
| ---------- | ----------- | --------- | --------- | --------- | ---------------------------------------- | ---- | -------- |
| 3-7-2021   | Нашвілл     | Мексика   | 4 – 0     | Нігерія   | товариський матч                         | -    | 79'      |
| 27-10-2021 | Шарлотт     | Мексика   | 2 – 3     | Еквадор   | товариський матч                         | -    | 46' 50'  |
| 27-4-2022  | Орландо     | Мексика   | 0 – 0     | Гватемала | товариський матч                         | -    |          |
| 14-6-2022  | Кінгстон    | Ямайка    | 1 – 1     | Мексика   | Ліга націй КОНКАКАФ 2022-2023 - 1-й етап | -    |          |
| 31-8-2022  | Атланта     | Мексика   | 0 – 1     | Парагвай  | товариський матч                         | -    | 65'      |
| 25-9-2022  | Пасадіна    | Мексика   | 1 – 0     | Перу      | товариський матч                         | -    |          |
| 28-9-2022  | Санта-Клара | Мексика   | 2 – 3     | Колумбія  | товариський матч                         | -    | 61'      |
| 9-11-2022  | Жирона      | Мексика   | 4 – 0     | Ірак      | товариський матч                         | -    | 46'      |
| Усього     |             | Матчів    | 8         |           | Голів                                    | 0    |          |